# Szent István király templom (Maconka)
A maconkai Szent István király templom egy római katolikus műemlék templom Magyarországon, Bátonyterenyén.

## Története
A kicsi, torony nélküli egyhajós templom 13. században épült, a freskóit a XIII. vagy a XIV. században festették. A török korban tűz által elpusztult. 1766-ból a következő szöveget olvashatjukːVan egy kőből épült templom, kisebb mint az anyaegyházban lévő, annál azonban sokkal régebbi. Az épület jó állapotban van, Szent istván magyar király tiszteletére szentelték föl. A boltozatot a 18. században építették újjá, ekkor másik bejáratot nyitottak a nyugati oldalon az eredeti helyett, valamint huszártorony is épült. 1811-ből azt olvashatjuk, hogy harangláb elpusztult. 1836. szeptember 1-én a templom leégett. Az újjáépítéskor a dongaboltozatot kazettás mennyezettel váltották fel. 1971-ben régészeti feltárás készült.

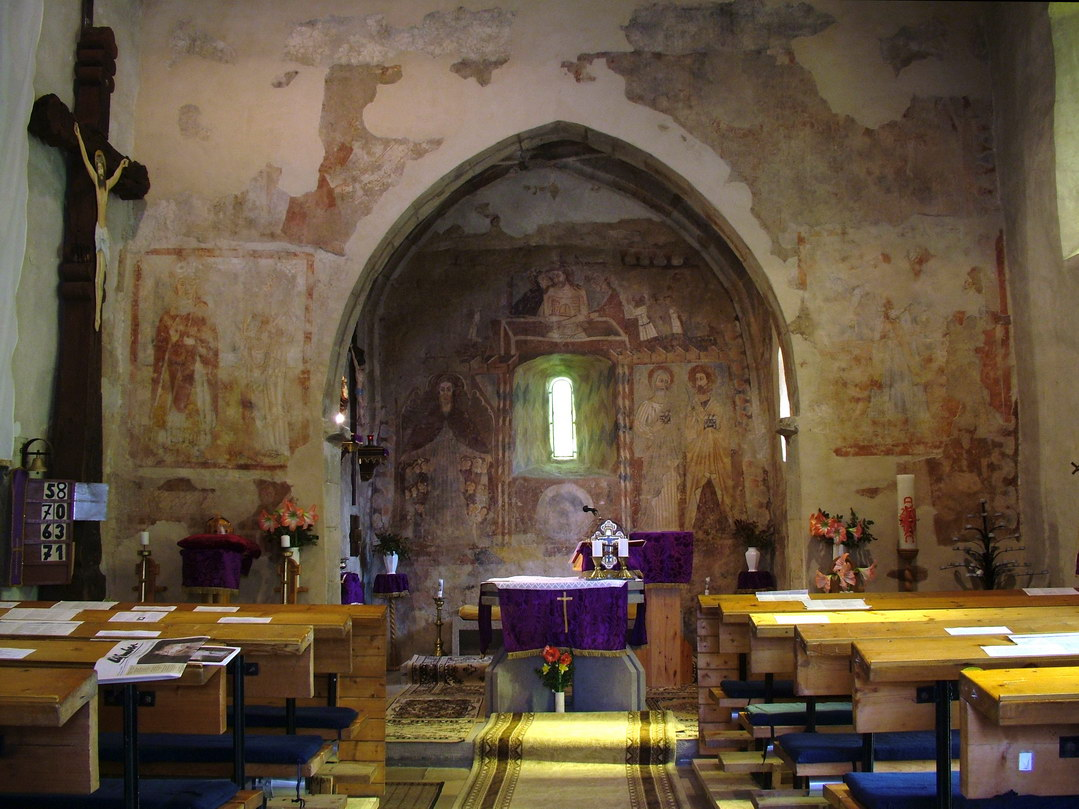
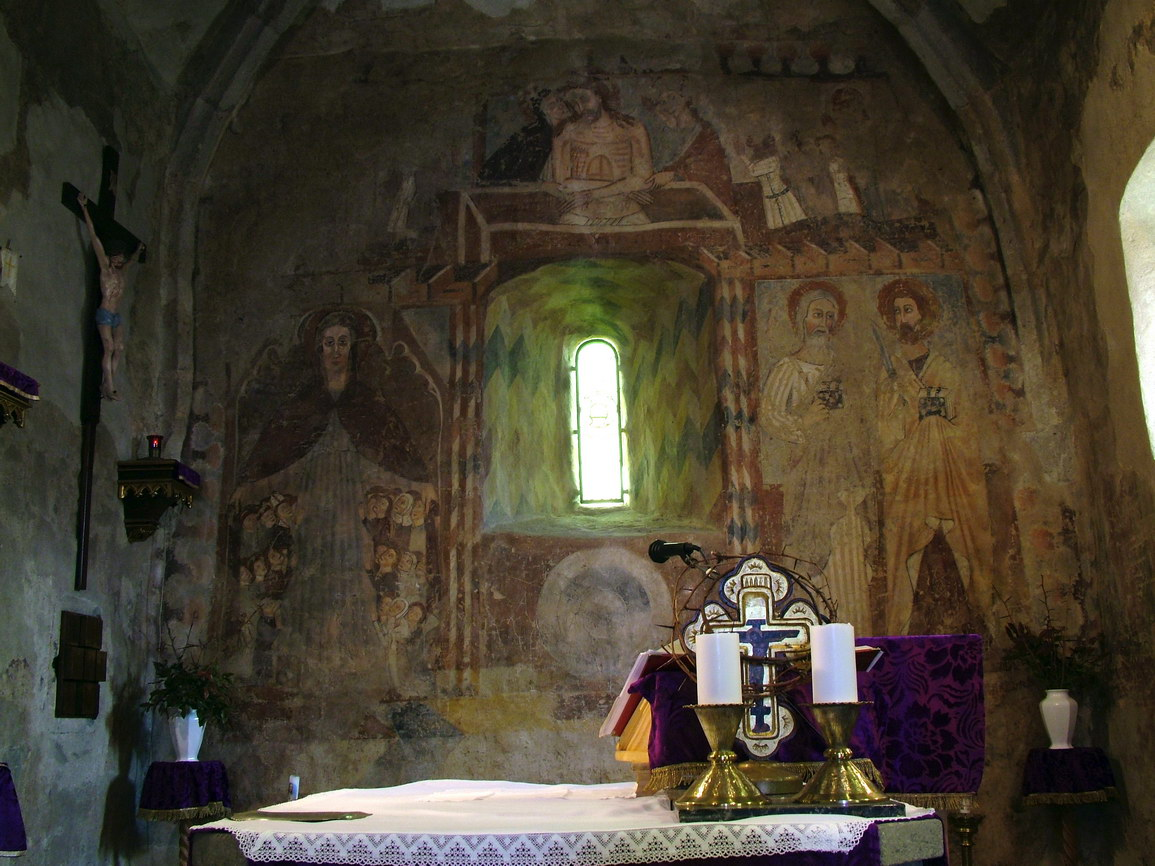
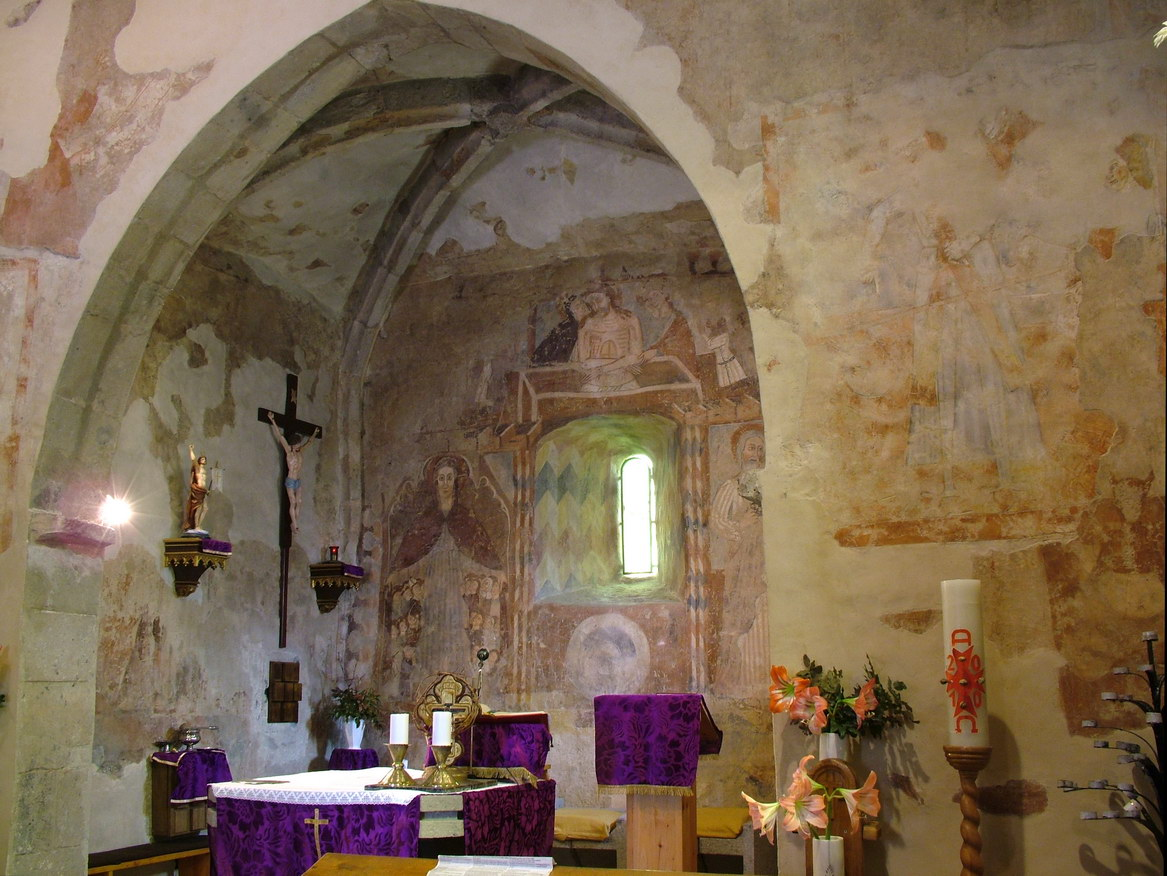
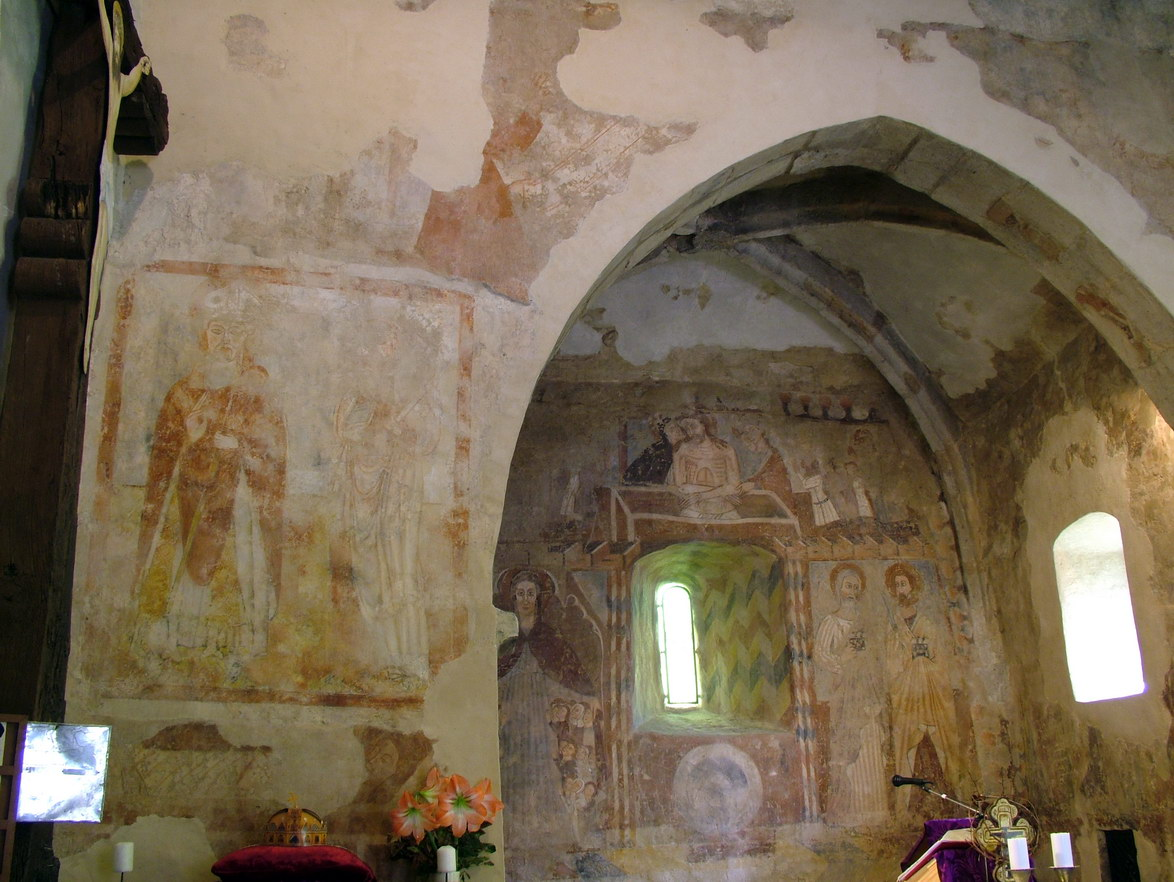
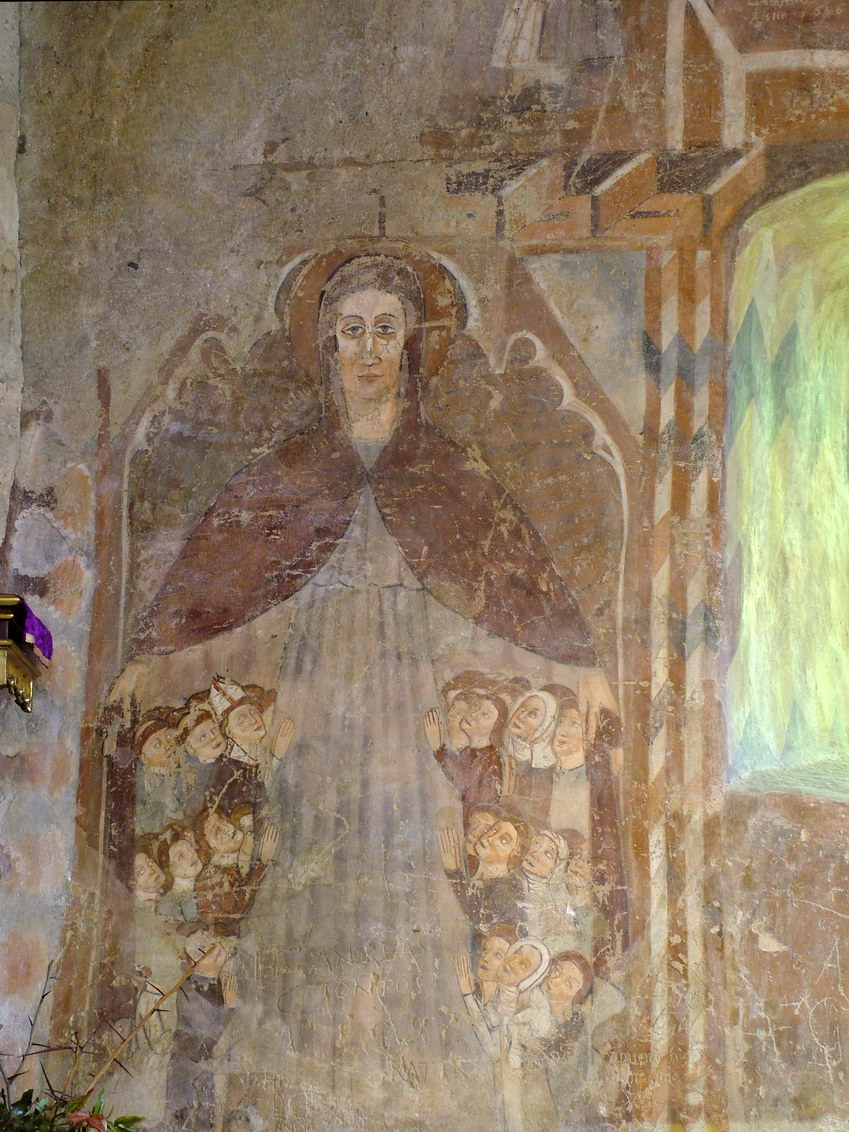
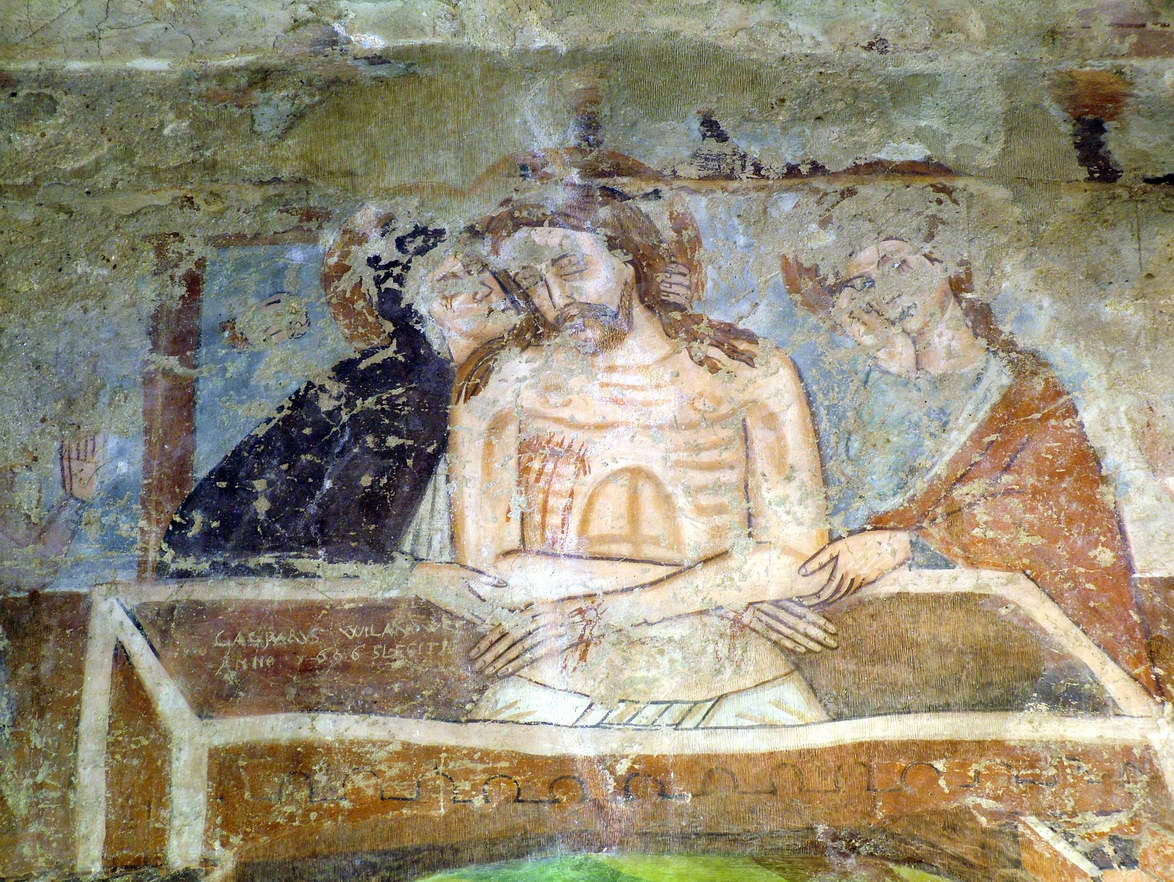
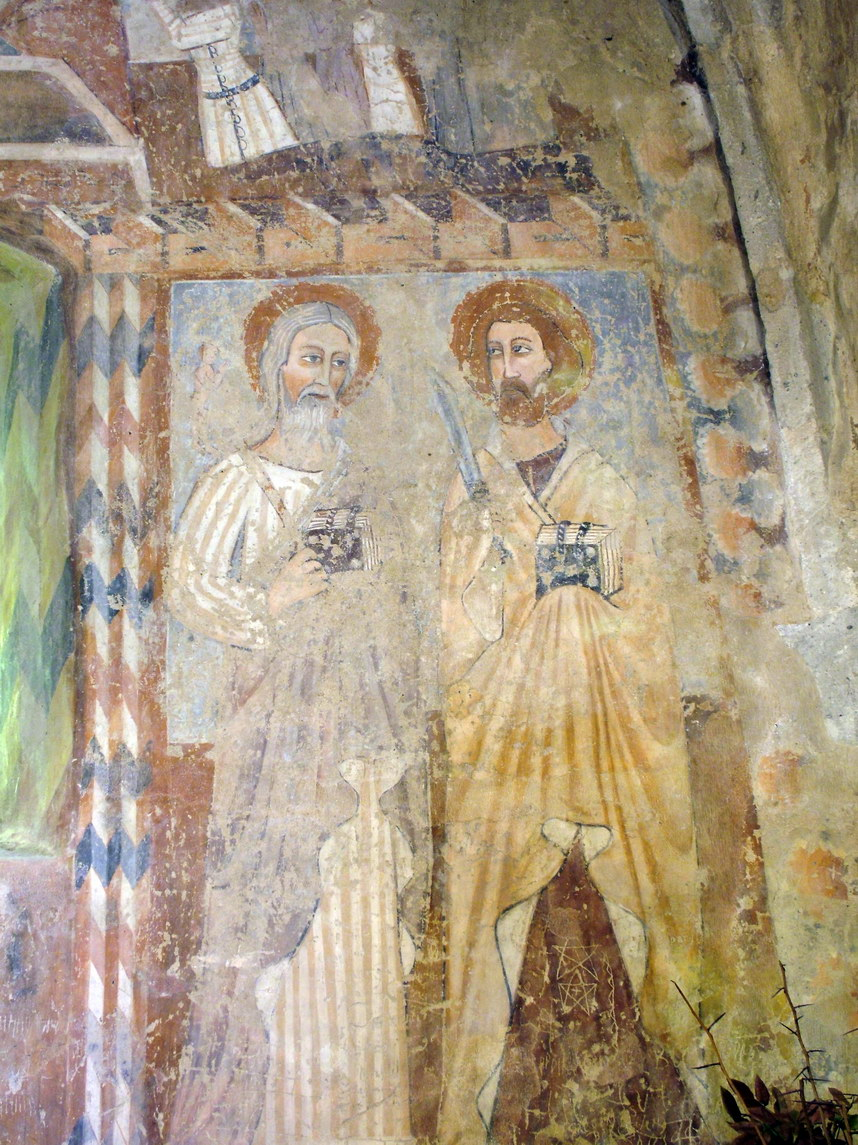
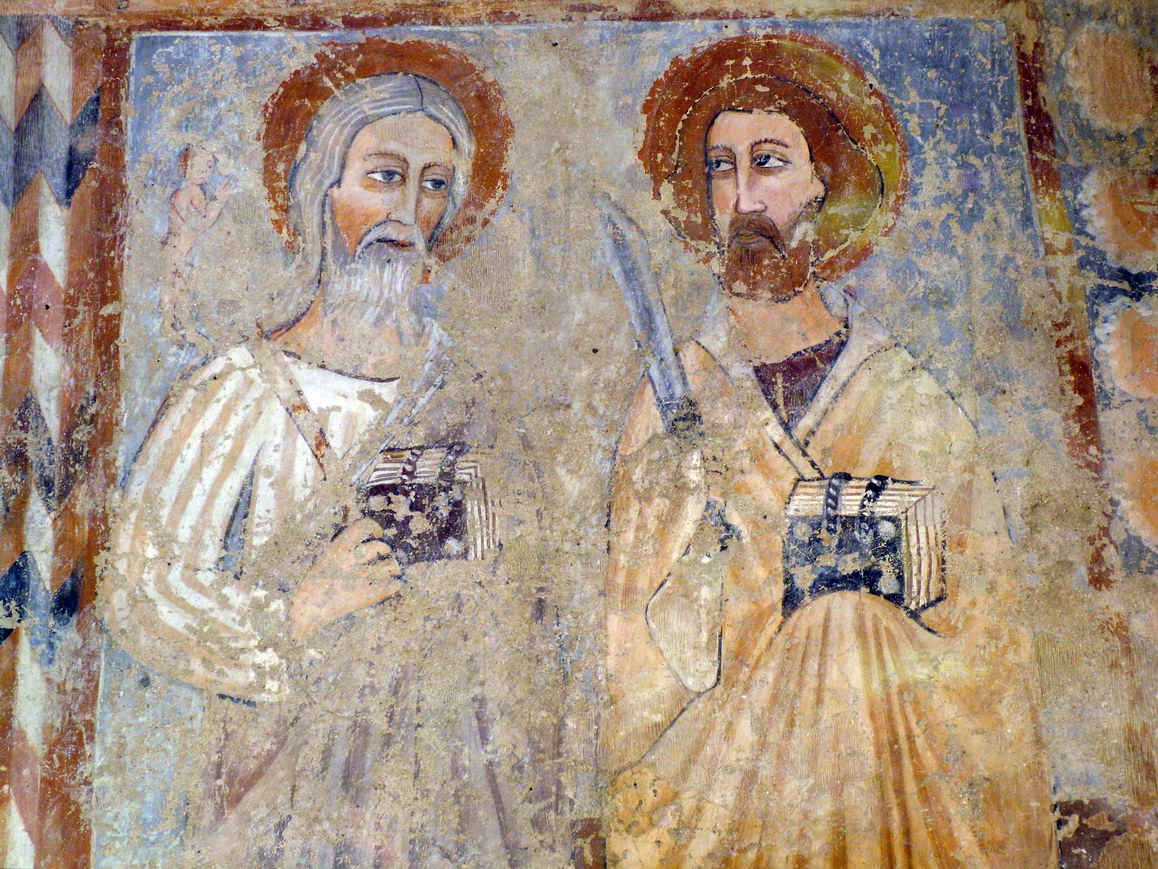
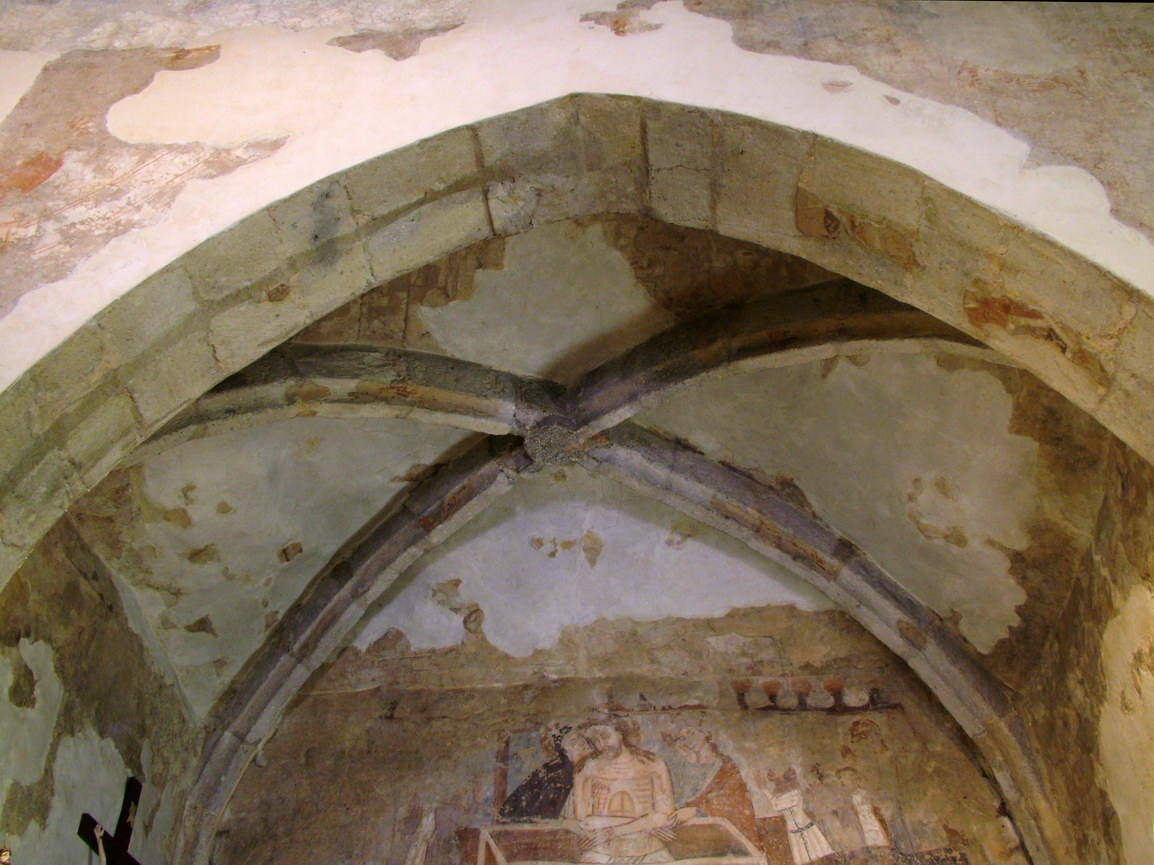
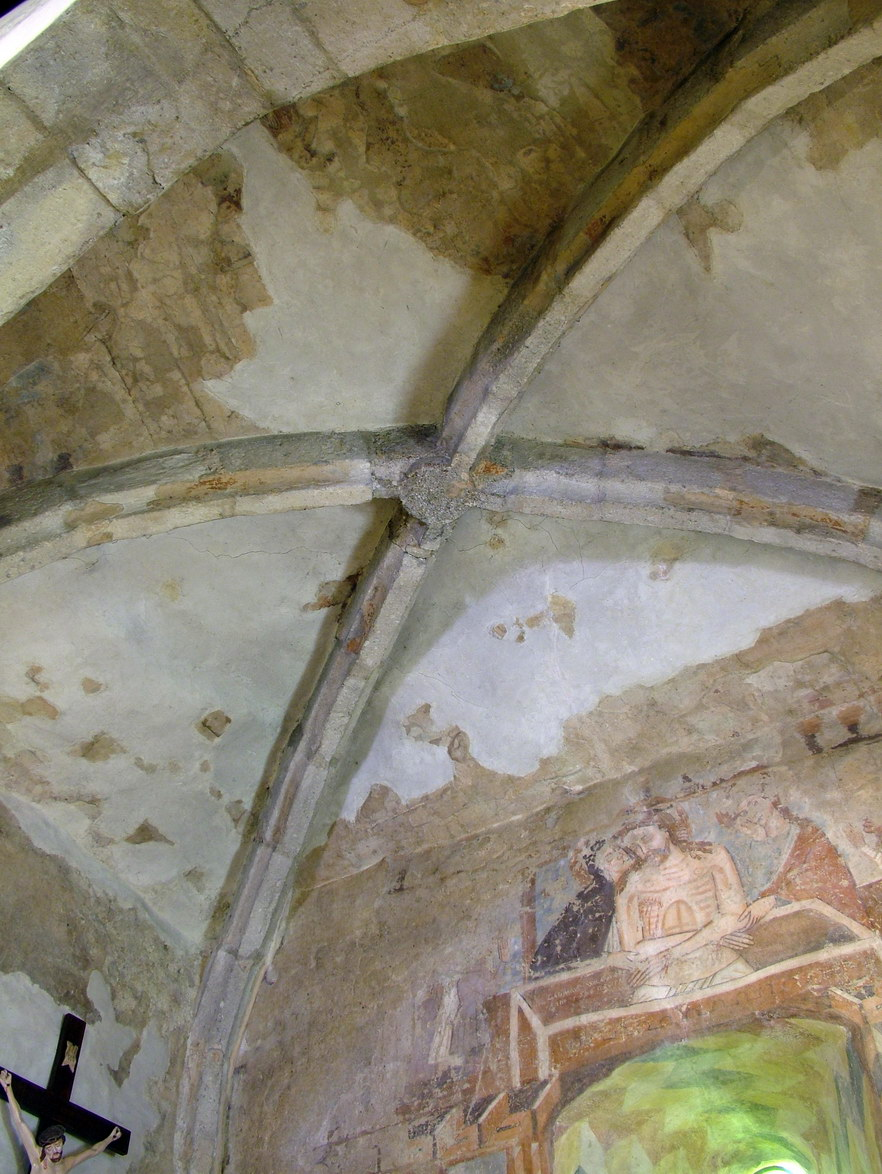
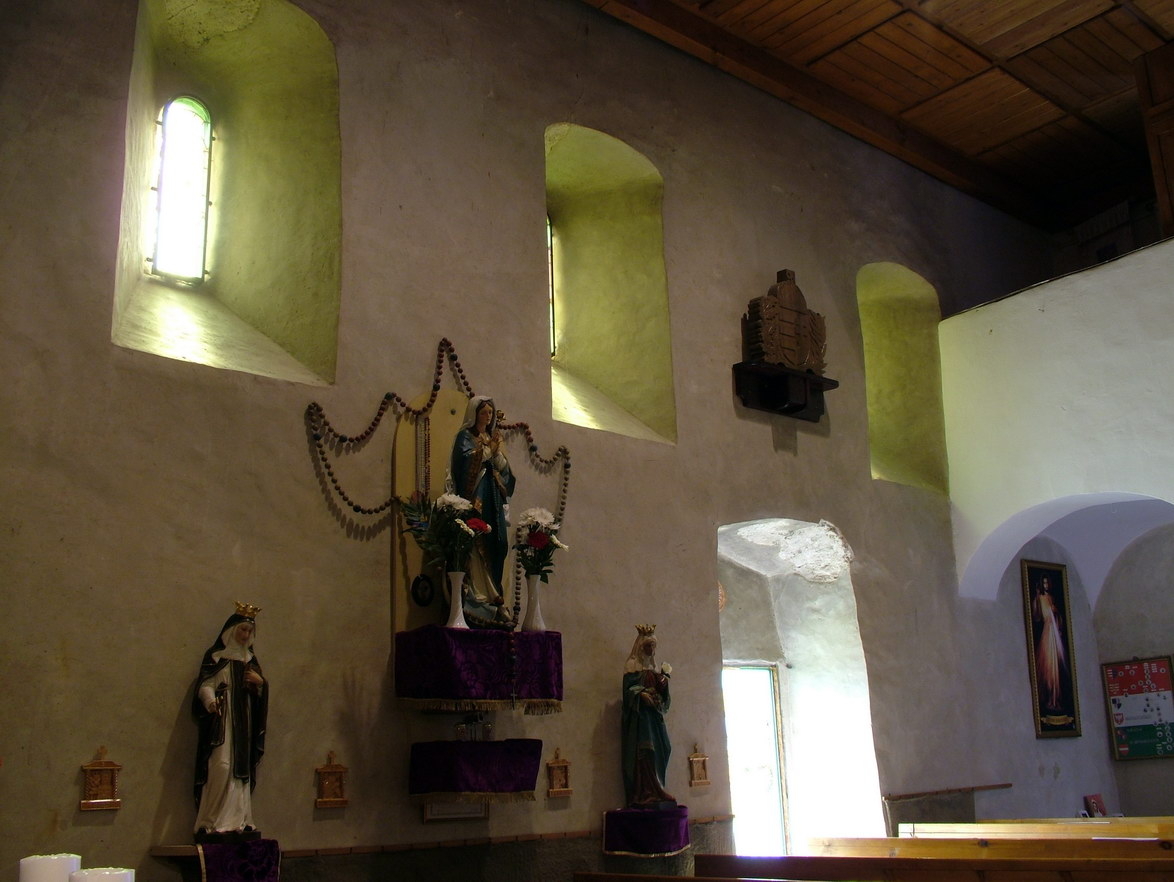
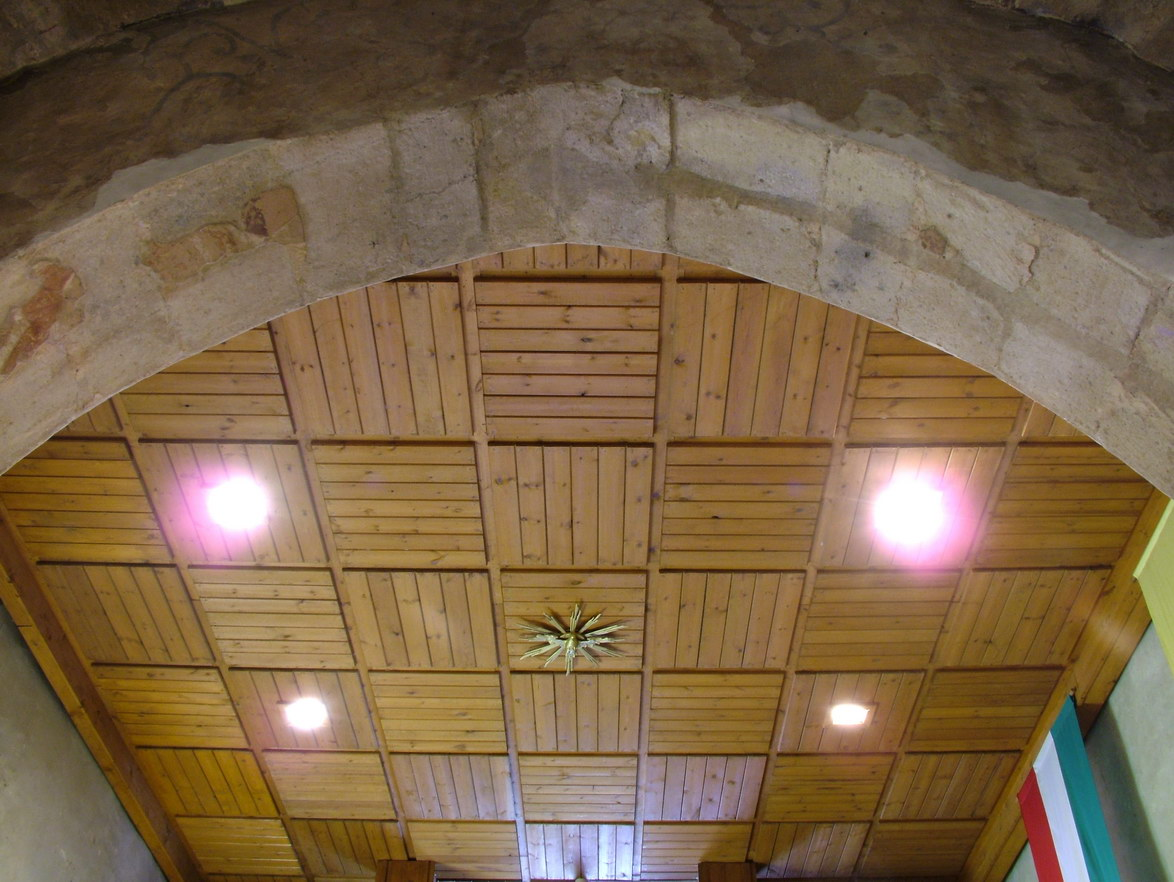